# Mariano Mullerat i Soldevila
Mariano Mullerat i Soldevila (24. března 1897, Santa Coloma de Queralt – 13. srpna 1936, Arbeca) byl španělský lékař, politik a římský katolík, zavražděný během španělské občanské války. Katolická církev jej uctívá jako blahoslaveného mučedníka.

## Život
Narodil se dne 24. března 1897 v obci Santa Coloma de Queralt rodičům Ramónu Mullerat i Segura and Bonaventure Soldevila i Calvis. Pokřtěn byl 30. března téhož roku a svátost biřmování přijal 17. května téhož roku. Během dětství mu zemřela matka.
Od roku 1910 studoval ve městě Reus, později, od roku 1914 začal studovat na Barcelonské univerzitě v Barceloně, kde roku 1921 vystudoval medicínu. Dne 14. ledna 1922 se oženil s Dolores Sans i Bové, s níž měl později pět dcer, z nichž jedna zemřela těsně po narození roku 1923. Po svatbě se s manželkou usadil v obci Arbeca. Zde začal pracovat jako lékař. Znevýhodněným lidem poskytoval své služby zdarma, jelikož by si to z finančních důvodů nemohli dovolit. Poskytoval jim také materiální pomoc.
Roku 1923 založil katalánské noviny L'Escut, věnovaly se převážně sociopolitickým otázkám a byly vydávány do roku 1926. Zastával tradicionalistické názory a byl proti liberalismu v katolické církvi.
Později působil ve dvou volebních obdobích jako starosta obce Arbeca, od března roku 1924 do března roku 1930. Ve svém úřadě inicioval zlepšení zdravotnických služeb v obci a pomáhal pořádat (mimo jiné) náboženské slavnosti. Po vyhlášení španělské občanské války roku 1936 byl znepokojen persekucí vraždění členů katolické církve.
Dne 13. srpna 1936 ráno přišli do jeho domu milicionáři, zajali jej s pěti dalšími lidmi se rozjeli za obec. Poté, co jednu ženu propustili se snažil zbylé čtyři utěšovat a povzbuzovat. Nedlouho poté byl spolu s ostatními za obcí Arbeca zabit.

## Úcta
Jeho beatifikační proces započal dne 13. února 2003, čímž obdržel titul služebník Boží. Dne 7. listopadu 2018 podepsal papež František dekret o jeho mučednictví.
Blahořečen byl spolu s několika dalšími mučedníky dne 23. března 2019 v katedrále sv. Tekly v Tarragoně. Obřadu předsedal jménem papeže Františka kardinál Giovanni Angelo Becciu.
Jeho památka je připomínána 13. srpna.